# Leptodactylus oreomantis
Leptodactylus oreomantis é uma espécie de anfíbio da família Leptodactylidae. Endêmica do Brasil, pode ser encontrada na região da Chapada Diamantina: na Serra das Almas (município de Rio de Contas), na Serra da Tromba (município de Piatã) e na Serra do Sincorá (municípios de Mucugê e Ibicoara), no estado da Bahia.